# Heterogamasus spinosissimus
Heterogamasus spinosissimus är en spindeldjursart som först beskrevs av Balogh 1963.  Heterogamasus spinosissimus ingår i släktet Heterogamasus och familjen Ologamasidae. Inga underarter finns listade i Catalogue of Life.